# Епісція
Епісція (Episcia) — рід рослин з родини геснерієвих, що містить близько 8 видів. Є кімнатною рослиною. У природі епісція зустрічається у тропічних регіонах Центральної та Південної Америк.
Епісцію інколи називають «полум'яною фіалкою».

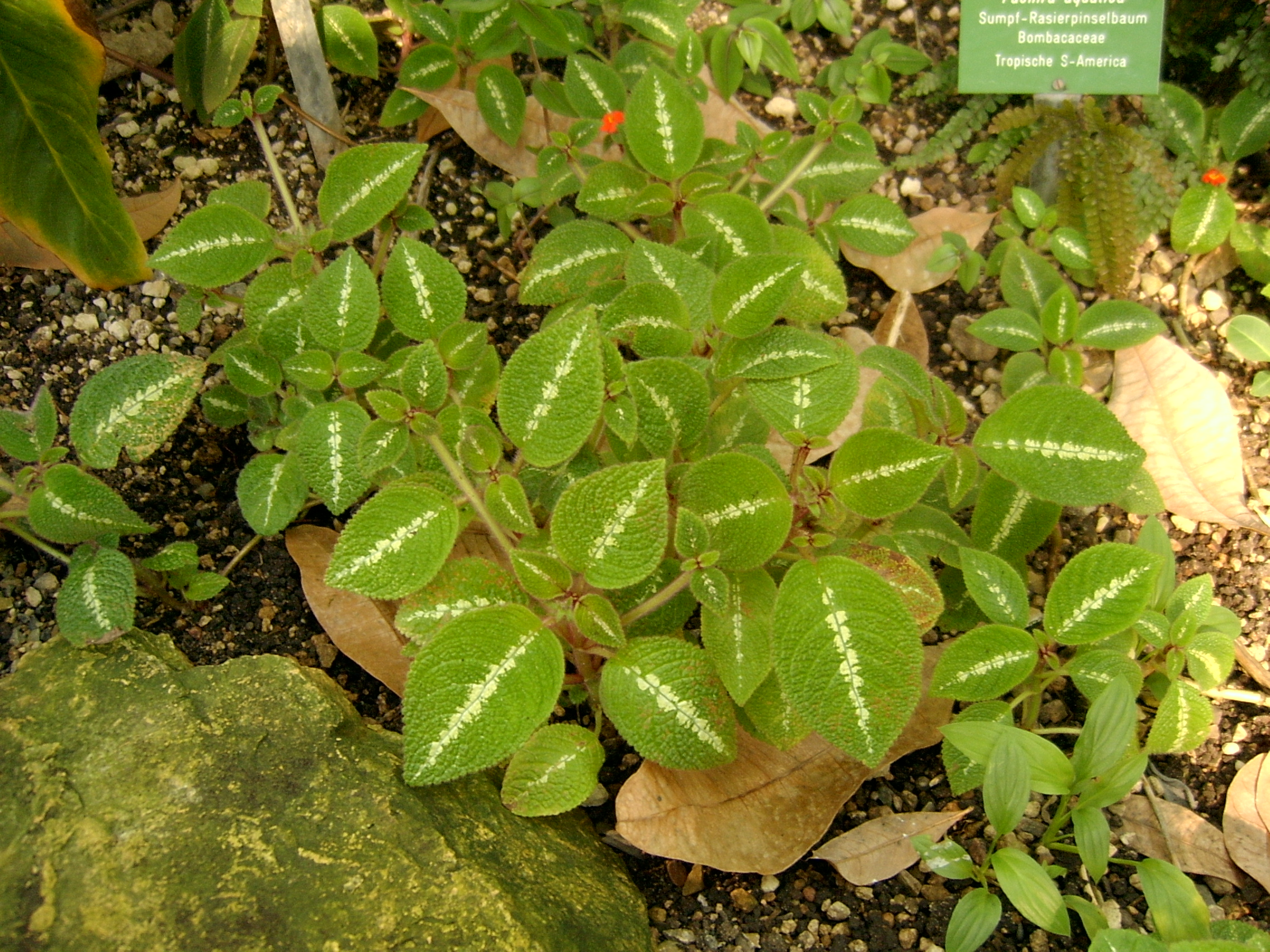
Episcia cupreata